# Claudia Emerson
Claudia Emerson, född 13 januari 1957 i Chatham, Virginia, död 4 december 2014 i Richmond, Virginia, var en amerikansk poet. 2006 erhöll hon Pulitzerpriset i poesi för sin diktsamling Late Wife och hon var från 2008 till 2010 till poet laureate i Virginia.

## Uppväxt och utbildning
1979 avlade Emerson kandidatexamen vid University of Virginia och 1991 avlade hon masterexamen vid University of North Carolina at Greensboro.

## Karriär
1997 publicerade Emerson sin första diktsamling, Pharoah Pharoah, som sedan följdes av Pinion: An Elegy som släpptes 2002, Late Wife som publicerades 2005, Figure Studies: Poems som kom 2008 och Secure the Shadow, som släpptes 2012. Tre av hennes diktsamlingar har även publicerats postumt: The Opposite House och Impossible Bottle som släpptes 2015 och Claude Before Time and Space som publicerades 2018.
Emersons dikter har även publicerats i flera antologier, däribland Yellow Shoe Poets, The Made Thing, Strongly Spent: 50 Years of Shenandoah Poetry och Common Wealth: Contemporary Poets of Virginia. Hennes dikter har även publicerats i publikationer som Poetry, New England Review och The New Yorker. Hon erhöll 2006 Pulitzerpriset i poesi för Late Wife och hon erhöll Guggenheimstipendiet 2011. Den 26 augusti 2008 utnämnde dåvarande guvernören Tim Kaine henne till poet laureate i Virginia.
Emerson var poesiredaktör på tidningen Greensboro Review och var även redigerare på litteraturtidskriften Shenandoah.